# 예고르 가이다르

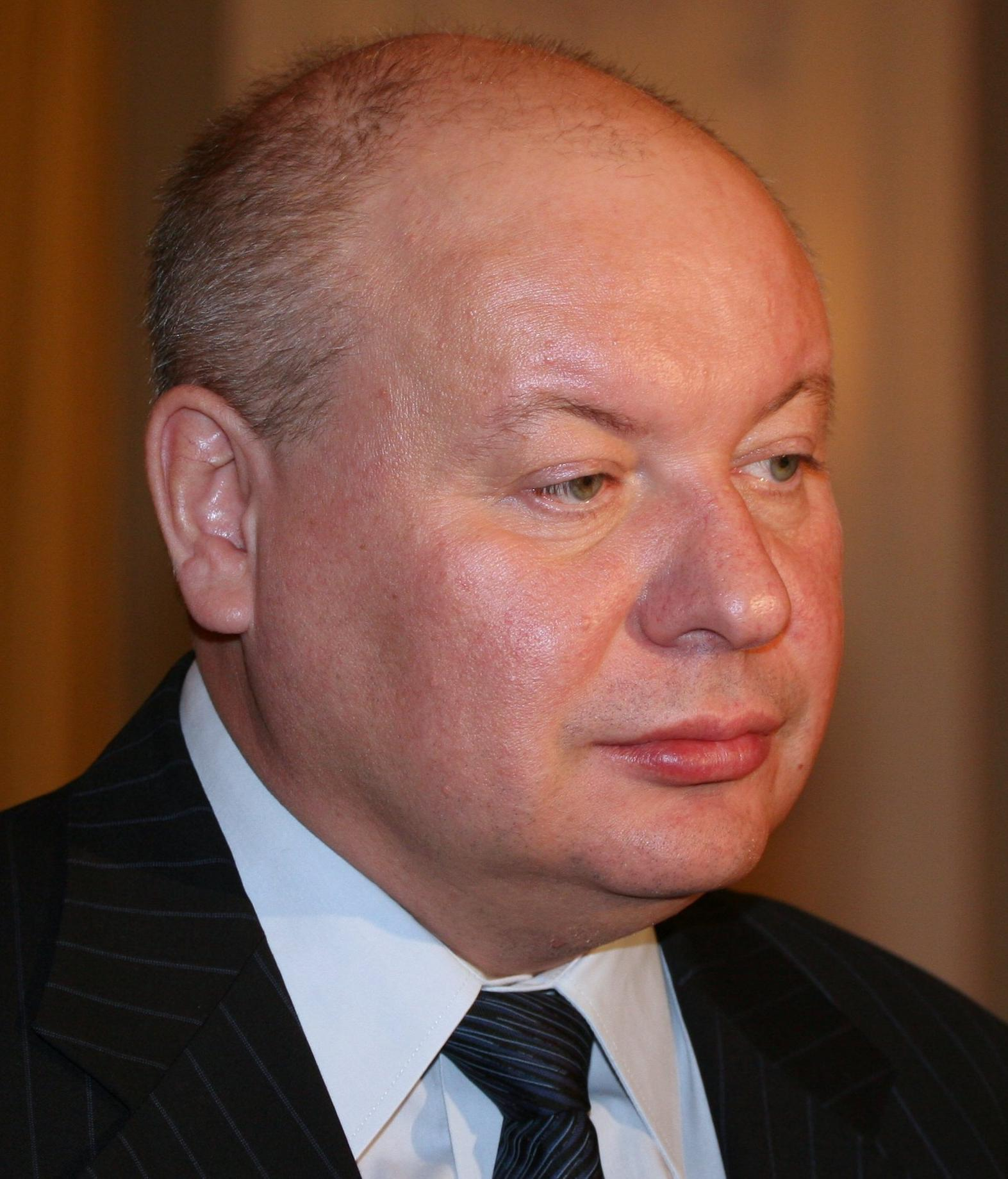
예고르 가이다르

예고르 티무로비치 가이다르(러시아어: Его́р Тиму́рович Гайда́р, 1956년 3월 19일 – 2009년 12월 16일)는 소련과 러시아의 경제학자, 정치인, 저술가였으며 1992년 6월 15일부터 1992년 12월 14일까지 러시아의 총리로 활동하였었다. 
그는 소련의 붕괴 후에 러시아를 통치했던 충격 요법 개혁의 설계자로서 잘 알려져 있으며, 그로인해 칭찬과 가혹한 비평을 함께 받았다. 
자유주의자들이 완벽한 몰락으로부터 그 나라를 구하기 위해 행동했던 사람으로서 칭찬받았으나, 많은 러시아인들은 그에게 막대한 빈곤과 초인플레이션을 초래했던 1990년대의 경제적 고난에 대한 책임을 물었다.
1990년대 초에 러시아 정부에 자문을 했던, 콜롬비아 대학교의 지구 연구소의 소장, 제프리 삭스는 "많은 러시아의 정치적이며 경제적인 개혁을 이끈 지적인 지도자"이자 "소수의 중추적인 활동가 중 한 명"으로 가이다르를 평가했다.
가이다르는 2009년 12월 16일에 집필 중 혈병(血餠)으로 죽었다.